# Parorgerioides peyerimhoffi
Parorgerioides peyerimhoffi är en insektsart som först beskrevs av De Bergevin 1922.  Parorgerioides peyerimhoffi ingår i släktet Parorgerioides och familjen Dictyopharidae. Inga underarter finns listade i Catalogue of Life.